# 머리 홀버그
머리 고든 홀버그(Murray Gordon Halberg, ONZ, MBE, 1933년 7월 7일 ~ 2022년 11월 30일)는 뉴질랜드의 육상 선수로 1960년 로마 올림픽에서 5000m 경기에서 금메달을 획득하였다. 그는 1958년과 1962년 코먼웰스 게임에 참가하여 3 마일 경기에서 금메달을 획득하였다.

## 생애 및 선수 경력
에케타후나에서 태어난 홀버그는 나중에 자신이 대학에 다닌 오클랜드로 이주하였다. 1951년 그는 자신의 코치가 된 아서 리디아드를 만났다. 리디아드는 유명한 장거리육상 선수였고, 운동 선수의 훈련에 대한 또 다른 아이디어가 있었다.
그는 1956년 멜버른 올림픽에 참가하여 1500m 경기에서 11위를 차지하였으며, 1958년 올해의 뉴질랜드 스포츠 인물이 되었다.
홀버그는 1960년 로마 올림픽에서 5000m와 10000m 경기에 출전하여 장거리에 초점을 맞추었다. 5000m 경기에서 금메달을 획득하고, 같은 날에 같은나라 선수 피터 스넬은 800m 경기에서 금메달을 획득하였다. 홀버그는 나중에 10000m 경기에서 5위를 차지했다.
다음 해에 홀버그는 제국의 거리 행사에서 4개의 세계 기록을 세웠으며 1963년 홀버그의 신뢰를 설립한 이후 장애 아동의 복지를 위해서 일하였다.
1964년 도쿄 올림픽에서 10000m 경기에서 7위를 기록하고, 선수에서 은퇴하였다.